# Airspeed Horsa
Airspeed AS.51 Horsa je bilo britansko vojaško jadralno letalo iz 2. Svetovne vojne. Poimenovan je po Horsi - osvajalcu južne Britanije v 5. stoletju.
Britanci so 22. junija 1940 po ukazu Winston Churchilla ustanovili t. i. "airborne establishment". Prvo jadralno letalo je bil General Aircraft Hotspur, ki je imel sorazmerno majhno kapaciteto. Zato so začeli z ravzojem večjega letala, ki je pozneje postal Airspeed Horsa.
Sprva so nameravali uporabi Horso, tako da bi padalci iz letala izskočili in pristali s padalom, vendar so se pozneje odločili, da bo letalo pristalo z vojaki na krovu.
Februarja 1941 so dobili naročilo za 400 letal. Skupaj so zgradili čez 3600 letal.
Nameravali so zgraditi tudi verzijo AS 52, ki bi tovorila 4x 2000 funtne ali pa 2x 4000 funtne bombe. Vendar so verzijo opustili, ko je bilo na voljo več konvencionalnih bombnikov.

## Tehnične specifikacije (AS 51)
Podatki iz British Warplanes of World War II 
Splošne karakteristike
- Posadka: 2
- Število sedežev: 25 vojakov
- Dolžina: 67 ft 0 in (20,43 m)
- Razpon kril: 88 ft 0 in (26,83 m)
- Višina: 19 ft 6 in (5,95 m)
- Površina kril: 1104 ft² (102,6 m²)
- Teža praznega letala: 8370 lb (3804 kg)
- Naložena teža: 15500 lb (7045 kg)

 Zmogljivost 
- Maks. hitrost: 150 mph hitrost vleke; 100 mph jadralna hitrost (242 km/h / 160 km/h)
- Obremenitev kril: 14,0 lb/ft² (68,7 kg/m²)